# Kepler-189c
Kepler-189c es un planeta extrasolar que forma parte de un sistema planetario formado por al menos dos planetas. Orbita la estrella denominada Kepler-189. Fue descubierto en el año 2014 por la sonda Kepler por medio de tránsito astronómico.